# تشانغ تشيان
تشانغ تشيان (بالإنجليزية: Zhang Qian)‏ (و. 200 ق.م – 114 ق.م م) هو مستكشف، ودبلوماسي، وسياسي من سلالة هان الحاكمة، ولد في هانتشونغ، توفي في الصين.